# فوينتي أرميجيل
فوينتي أرميجيل هي بلدية تقع في مقاطعة سوريا، في منطقة قشتالة وليون، في إسبانيا. يبلغ عدد سكانها 187 نسمة وذلك حسب (المعهد الوطني للإحصاء) سنة 2017. تبلغ مساحتها 60,54 كم مربع، وترتفع عن سطح البحر 986 متر.

## تطور السكان
في تعداد عام 2010 بلغ عدد سكان البلدية 237 نسمة، منهم 132 رجلا و105 امرأة. 